# Alexander Burnes
Alexander Burnes, född 16 maj 1805 och död 2 november 1841, var en brittisk officer och orientalist.
Burnes uppehöll sig från 1821 i Indien, företog 1832-33 en resa i Centralasien. 1839 blev han politisk agent för engelska regeringen i Kabul, och dödades här vid ett upplopp under Första afghankriget.